# Camp Tor
Camp Tor var en grupperingsplats för 7 pansarskyttekompaniet och 9 pansarskyttekompaniet inom Nordbat 2 i Bosnien och Hercegovina. Campen var förlagd till Sočkovac från en tid in i BA05 och till och med BA07. En del av campens område blev senare patrullbasen Sierra Base.